# 1433
Évszázadok: 14. század – 15. század – 16. század
Évtizedek: 1380-as évek – 1390-es évek – 1400-as évek – 1410-es évek – 1420-as évek – 1430-as évek – 1440-es évek – 1450-es évek – 1460-as évek – 1470-es évek – 1480-as évek
Évek: 1428 – 1429 – 1430 – 1431 –  1432 – 1433 – 1434 – 1435 – 1436 – 1437 – 1438

## Események
- május 31. – Luxemburgi Zsigmondot IV. Jenő pápa Rómában császárrá koronázza.
- Huszita seregek törnek a Felvidékre.
- Zsigmond öt évre fegyverszünetet köt a Velencei Köztársasággal.
- IV. Jenő pápa megerősíti az Aranygyapjas rendet.
- Mantova grófságból őrgrófság lesz.

## Születések
- június 23. – II. Ferenc Bretagne uralkodó hercege (†1488)
- Kettil Karlsson Vasa később Svédország régense
- Merész Károly burgundi herceg († 1477).

## Halálozások
- augusztus 14. – I. János portugál király (* 1358)